# Joan Marimón i Padrosa
Joan Marimón i Padrosa (el Prat de Llobregat, 1960) és un director i guionista de cinema català.

## Biografia
Durant 20 anys treballa tots els caps de setmana al Cine Capri, propietat del seu pare, com a projeccionista. Estudià Història de l'art a la Universitat de Barcelona, on va conèixer el cineasta Jesús Ramos Huete. Després va estudiar guió amb Frank Daniel el 1989 a Barcelona, i continuà estudis a Los Angeles el 1994 amb el programa Hollywood Media Interchange i a l'EICV de San Antonio de los Baños (Cuba) en 1997.
El 1990 va debutar com a guionista a la pel·lícula d'animació Peraustrínia 2004 i tot seguit va fer de guionista a episodis de sèries de televisió a TV3 com Poble Nou (1994), Secrets de família (1995), Rosa (1996), Sitges (1997), Laberint d'ombres (1999), Nissaga l'herència (2000), El cor de la ciutat (2001) i Ventdelplà (2006).
Va debutar com a director de cinema el 1998 amb el curtmetratge El viatger, al que seguiren Gracia exquisita i 4 (2000). El 2006 debutà amb el llargmetratge per televisió El cas de la núvia dividida, que fou nominada al millor telefilm als VI Premis Barcelona de Cinema. El mateix any va dirigir el llargmetratge de cinema Pactar amb el gat que va obtenir 10 nominacions als VI Premis Barcelona de Cinema però finalment no en va guanyar cap.
Simultaneja la seva activitat com a director i guionista amb la docència com a professor de muntatge a l'ESCAC de Barcelona i al Centro de Capacitación Cinematográfica de Mèxico. També ha escrit tractats de tècnica cinematogràfica, com El montaje cinematográfico. Del guion a la pantalla (2014).

## Filmografia
- Peraustrínia 2004 (guionista, 1990)
- Un plaer indescriptible (guionista, 1992)
- El viatger (curtmetratge, 1998)
- Gracia exquisita (curtmetratge, 2000)
- 4 (curtmetratge, 2000)
- El cas de la núvia dividida (2006)
- Pactar amb el gat (2007)
- L'enigma Giacomo (2010)
- Raymond Roussel: Le Jour de Gloire (guionista, 2017)
- Timeline/Synesthesia (curtmetratge, 2017)

## Obra literària
- Historia del arte a través de la astrología (1986, Editorial Anthropos).
- Diccionario del guion audiovisual (2003). Editorial Océano.
- Pactar con el gato (2009). Editorial Octaedro.
- El montaje cinematográfico. Del guion a la pantalla (2014). Editorial UB.
- Muertes creativas en el cine (2018). Edicions UB.